# Рядченко, Иван Иванович
Иван Иванович Рядченко (25 января 1924, Киев — 3 июня 1997, Одесса) — украинский советский прозаик, поэт, драматург, сценарист и переводчик, редактор, автор текстов песен.

## Биография
Согласно данным Министерства обороны родился в Одессе.
Сын работника пароходства. Участник Великой Отечественной войны. Сразу после окончания школы, 17-летний юноша находился в комсомольском истребительном отряде. Летом 1942 года направлен на учёбу в Ашхабадское пехотное училище. Сражался на Курской дуге, где получил тяжёлое ранение. После длительного лечения в госпитале вновь на передовой. Участвовал в боях на Степном, Воронежском и 2-м Украинском фронтах. Войну закончил в Чехословакии.
Биография одесского поэта Ивана Рядченко тесно связана с флотом.
После окончания войны работал на пассажирских и торговых судах Черноморского пароходства.
Учился во Львовском государственном университете.
Был главным редактором Одесской киностудии, длительное время возглавлял областную писательскую организацию. Член Национального союза писателей Украины.

## Творчество
Печатался с 1949 года.
Автор четырёх десятков сборников поэзии, ряда пьес, нескольких книг прозы. Занимался также поэтическим переводом — произведений украинских коллег, а также сонетов Шекспира.

## Избранные произведения
сборники стихов
- «Знамя над ратушей» (1949),
- «Наперекор войне» (1952),
- «Навстречу штормам» (1956),
- «Первая любовь» (1957),
- «Пока на свете есть война» (1958),
- «Потомки победы» (1958),
- «Тревоги сердца моего» (1962),
- «Улицы впадают в океан» (1963),
- «Лирика путешествий» (1964),
- «Шаги» (1966),
- «Сладкая соль» (1967),
- «После урагана» (1969),
- «Отголоски океана» (1969);

драмы в стихах
- «Обещанная звезда» (1961)
- «Город красивых» (1962).
- «Ода Солнцу» (вокально-симфоническая поэма для солистов, хора и оркестра, 1965)

Лирика И. Рядченко носила преимущественно гражданский характер, отмечалась публицистичностью.
И. Рядченко — автор сценариев кинофильмов «Координаты неизвестны» (1957) и «Если есть паруса …» (1969), текстов песен к лентам «Матрос сошёл на берег» (1957), «Смена начинается в шесть» (1958), «Чудак-человек» (1962), «Про Витю, про Машу и морскую пехоту» (1973) и др.

## Награды
- орден Отечественной войны II степени (06.04.1985)[2]
- орден Красной Звезды
- 2 ордена «Знак Почёта» (24.11.1960; 07.08.1981)
- медали

## Память
- На Приморском бульваре в Одессе в память о поэте установлена мемориальная доска.
- В Одессе была утверждена областная литературная премия им. И. И. Рядченко.